# Alectona sorrentini
Alectona sorrentini är en svampdjursart som beskrevs av Bavestrello, Calcinai, Cerrano och Sarà 1998. Alectona sorrentini ingår i släktet Alectona och familjen Alectonidae. Inga underarter finns listade i Catalogue of Life.